# Sam Hickey
Sam Hickey (* 5. Januar 2000 in Dundee) ist ein schottischer Boxer im Mittelgewicht.

## Boxkarriere
Sam Hickey begann im Alter von zehn Jahren im Lochee Boxing Club in Dundee mit dem Boxsport und wird dort seitdem von Jerry Howett trainiert (Stand: 2022).
Er wurde 2015 und 2016 Schottischer Juniorenmeister, zudem gewann er die Silbermedaille im Halbweltergewicht bei der Junioren-Europameisterschaft 2016 in Kaposvár. 2017 gewann er Bronze im Weltergewicht bei den Commonwealth Youth Games in Nassau und war Teilnehmer der Jugend-Europameisterschaft in Antalya.
2018 wurde er Schottischer Jugendmeister, gewann eine Bronzemedaille im Weltergewicht bei der Jugend-Europameisterschaft in Roseto und war Teilnehmer bei der Jugend-Weltmeisterschaft in Budapest.
Bei der Weltmeisterschaft 2021 in Belgrad unterlag er im Achtelfinale gegen Gabrijel Veočić.
2022 gewann er jeweils eine Bronzemedaille im Mittelgewicht bei der U22-Europameisterschaft in Poreč und der Europameisterschaft in Jerewan. Bei den Commonwealth Games 2022 in Birmingham gewann er die Goldmedaille im Mittelgewicht und wurde darüber hinaus zum besten männlichen Boxer der Spiele gewählt.

## Sonstiges
Er ist Absolvent der St John’s RC High School in Dundee. Er ist nach Richard McTaggart (1958) der zweite Boxer aus Dundee, dem der Gewinn der Commonwealth Games gelang.